# 785
سنة 785 م كانت سنة بسيطة تبدأ يوم السبت (الرابط يظهر نموذج التقويم الكامل للسنة) من التقويم اليولياني. بدأت تسمية السنة ب785 منذ العصور الوسطى المبكرة، عندما أصبح تقويم أنو دوميني هو الأسلوب السائد في أوروبا لتسمية السنوات.

## مواليد
- أحمد السبتي هو أحد الزهاد والمتصوفة اسمه: أبو العباس أحمد الزاهد بن هارون الرشيد بن المهدي بن المنصور الهاشمي المعروف بالسبتي كان عبدا صالحا

## وفيات
- أبو عبد الله المهدي ثالث الخلفاء العباسيين في بغداد
- نافع المدني